# Correianevesita
La correianevesita és un mineral de la classe dels fosfats que pertany al grup de la fosfoferrita. Rep el nom en honor del professor José Marques Correia Neves (1929-2011), mineralogista portuguès, pels seus estudis detallats sobre les pegmatites brasileres.

## Característiques
La correianevesita és un fosfat de fórmula química Fe²⁺Mn²⁺₂(PO₄)₂(H₂O)₃. Va ser aprovada com a espècie vàlida per l'Associació Mineralògica Internacional l'any 2013, sent publicada per primera vegada el 2014. Cristal·litza en el sistema ortoròmbic. La seva duresa a l'escala de Mohs és 3,5.
L'exemplar que va servir per a determinar l'espècie, el que es coneix com a material tipus, es troba conservat a les col·leccions del museu de ciència tècnica de l'escola de mines de la Universitat Federal d'Ouro Preto, al Brasil, amb el número de registre: saa-081b.

## Formació i jaciments
Va ser descoberta a Jocão claim, a Conselheiro Pena (Minas Gerais, Brasil). També ha estat descrita a l'estat de Maine (Estats Units) i a Baviera (Alemanya), sent aquests indrets els únics a tot el planeta on ha estat descrita aquesta espècie mineral.